# Silverörnen
Silverörnen är ett travlopp som körs på Solängets travbana i Örnsköldsvik i Västernorrlands län varje år sedan 1967. Loppet körs i samband med att V75-tävlingar arrangeras på banan. Loppet körs över medeldistansen 2 140 meter med autostart. Förstapris är 200 000 kronor.

## Vinnare
| År   | Häst               | Kusk             | Tränare           | Tid    | Odds  | Tvåa               | Trea             |
| ---- | ------------------ | ---------------- | ----------------- | ------ | ----- | ------------------ | ---------------- |
| 2024 | Bengan             | Örjan Kihlström  | Daniel Redén      | 1.12,1 | 3,90  | Dundee As          | Versace Face     |
| 2023 | Admiral As         | Örjan Kihlström  | Daniel Redén      | 1.12,2 | 1,52  | Milliondollarrhyme | Global Badman    |
| 2022 | Antonio Trot       | Magnus A. Djuse  | Timo Nurmos       | 1.13,6 | 5,88  | Leave Your Sox On  | Pinto Bob        |
| 2021 | Mindyourvalue W.F. | Robert Bergh     | Robert Bergh      | 1.11,6 | 9,30  | Global Adventure   | Selmer I.H.      |
| 2020 | Mindyourvalue W.F. | Ove A. Lindqvist | Robert Bergh      | 1.11,8 | 7,21  | Bucks to Burn      | Esprit Sisu      |
| 2019 | Shocking Superman  | Emilia Leo       | Oscar Berglund    | 1.10,7 | 6,45  | Fossens Bonus      | Poochai          |
| 2018 | Dreammoko          | Peter Ingves     | Richard Westerink | 1.12,1 | 14,48 | Makethemark        | Diamanten        |
| 2017 | Shadow Woodland    | Ulf Ohlsson      | Reijo Liljendahl  | 1.12,6 | 2,06  | Fossens Bonus      | Poochai          |
| 2016 | Shadow Woodland    | Ulf Ohlsson      | Reijo Liljendahl  | 1.12,8 | 1,72  | Sir Ratzeputz      | Narold Vox       |
| 2015 | Knows Nothing      | Ulf Ohlsson      | Reijo Liljendahl  | 1.12,3 | 2,74  | Ed You             | Shaq is Back     |
| 2014 | Nahar              | Robert Bergh     | Robert Bergh      | 1.12,4 | 2,85  | Bon Frecia         | New Line         |
| 2013 | Panne de Moteur    | Örjan Kihlström  | Stefan Hultman    | 1.13,0 | 1,75  | Francais du Gull   | Monster Drive    |
| 2012 | Trustworthy Ås     | Henrik Svensson  | Henrik Svensson   | 1.13,8 | 39,10 | Zlatan Blou        | Frillan Filiokus |
| 2011 | Real de Rabut      | Robert Bergh     | Robert Bergh      | 1.13,4 | 13,87 | Marshland          | E.L.Mikko        |
| 2010 | Marshland          | Örjan Kihlström  | Stefan Hultman    | 1.13,7 | 1,34  | Victoria Sisu      | Airstrike        |
| 2009 | Beanie M.M.        | Torbjörn Jansson | Morten Waage      | 1.10,7 | 4,13  | Debbie Brodda      | Triton Sund      |
| 2008 | Super Light        | Jörgen Westholm  | Jörgen Westholm   | 1.14,3 | 3,06  | Marquis du Pommeau | Hearth Boy Laday |